# Malard
Malard (persiska ملارد) är en stad i provinsen Teheran i norra Iran. Den ligger strax väster om huvudstaden Teheran och hade cirka 280 000 invånare vid folkräkningen 2016.